# Systropha curvicornis
Systropha curvicornis is een vliesvleugelig insect uit de familie Halictidae. De wetenschappelijke naam van de soort is voor het eerst geldig gepubliceerd in 1770 door Scopoli.